# Nikolai V. Ivanov
Nikolai V. Ivanov (em russo:  Николай В. Иванов, 1954) é um matemático russo que trabalha em topologia, geometria e teoria dos grupos modulares de Teichmüller. Atualmente é professor na Michigan State University.
Obteve um doutorado sob a orientação de Vladimir Abramovich Rokhlin em 1980 no Instituto de Matemática Steklov.
De acordo com o Google Acadêmico, em 13 de julho de 2015, as publicações de Ivanov já tinham recebido mais de 1900 citações e seu h-index era 22.

## Publicações selecionadas
- "Automorphisms of complexes of curves and of Teichmuller spaces" (1997), International Mathematics Research Notices 14, pp. 651-666.
- com J. D. McCarthy: "On injective homomorphisms between Teichmüller modular groups I" (1999), Inventiones mathematicae 135 (2), pp. 425-486.
- "On the homology stability for Teichmüller modular groups: closed surfaces and twisted coefficients" (1993), Contemporary Mathematics 150, pp. 149-149.